# Eurykles von Athen
Eurykles (altgriechisch Εὐρυκλῆς) von Athen war ein Bauchredner im Athen des Peloponnesischen Krieges (431–404 v. Chr.), der in der Antike hohe Bekanntheit genoss.
Nach ihm wurden Bauchredner als Eurykliden benannt. Der Komödiendichter Aristophanes nennt ihn in seinem Stück Die Wespen als bekanntes Beispiel für einen Menschen, aus dessen Bauch ein Dämon spricht. Ebenso zieht ihn Platon als Beispiel heran. Plutarch erwähnt ihn ebenfalls.